# Aquells anys difícils
 Aquells anys difícils  (títol original en anglès: The Rawhide Years) és una pel·lícula estatunidenca de Rudolph Maté, estrenada el 1955, als papers principals Arthur Kennedy i Tony Curtis. Va ser doblada al català.

## Argument
Ben Matthews és un jugador professional que treballa als vaixells del riu Mississippi. Amb la seva amant, la Zoé Fontaine, ballarina, han decidit quedar-se a Galena. A bord del vaixell, el jutge de la ciutat és assassinat. A l'arribada, Matthews és acusat de l'homicidi i a punt de ser linxat. Aconsegueix fugir. Durant tres anys, erra sense fi, fins al dia en què ja no rep cap notícia de Zoé. Decideix llavors tornar a Galena per disculpar-se de l'homicidi...

## Repartiment
- Tony Curtis: Ben Matthews
- Colleen Miller: Zoé Fontaine
- Arthur Kennedy: Rick Harper
- William Demarest: Brand Comfort
- William Gargan: Marshall Sommers
- Peter Van Eyck: André Boucher
- Minor Watson: Matt Comfort
- Donald Randolph: Carrico
- Robert J. Wilke: Neal
- Trevor Bardette: el Capità
- James Anderson: Diputat Wade
- Robert Foulk: Mate
- Chubby Johnson: Gif Lessing
- Don Beddoe: Frank Porter